# 凱倫·麥克道格
凱倫·麥克道格（英語：Karen McDougal，1971年3月23日—）或譯麥克道戈，是一位美國模特和女演員。麥克道格原先在前幼稚園工作，後來因為贏得了一場泳裝競賽而開啟模特生涯。後來以擔任《花花公子》1997年12月月度玩伴女郎和1998年年度玩伴女郎而出名。 2001年，《花花公子》的讀者投票將其選為“1990年代第2性感的玩伴女郎”。 自在《花花公子》成名之後，開始踏足演藝界。
2016年11月《華爾街日報》報道稱特朗普與她在2006年至2007年間發生婚外情，二人關係持續時間約十個月。

## 外部連結
- 官方网站
- 凱倫·麥克道格的X（前Twitter）